# 戈特利布·冯·雅戈
戈特利布·冯·雅戈（德語：Gottlieb von Jagow，1863年6月22日—1935年1月11日），是德意志帝国时期外交官、政治家。他于1913年至1916年期间担任德国外交大臣，在他任内爆发了第一次世界大战。战后，他退出了政坛从事对德国外交政策的研究，并撰写过一本名为《世界大战的起因和爆发》的著作。

## 荣誉
- 利奥波德勋章骑士大十字勋章（英语：Order of Leopold (Austria)） (1913年)